# Instituto Federal do Rio Grande do Sul
O Instituto Federal do Rio Grande do Sul (IFRS) é uma instituição que oferece educação básica, profissional e superior, de forma "pluricurricular". É um dos Institutos Federais de Educação, Ciência e Tecnologia do Brasil, criados pela Lei Federal Nº 11.892, de 29 de dezembro de 2008. Foi composto a partir da integração do Centro Federal de Educação Tecnológica de Bento Gonçalves, da Escola Técnica Federal de Canoas, e da Escola Agrotécnica Federal de Sertão, além da vinculação da Escola Técnica da UFRGS e do Colégio Técnico Industrial Prof. Mário Alquati da FURG e atua no Rio Grande do Sul juntamente com o Instituto Federal Farroupilha, focando especialmente no leste gaúcho.
Conforme dados divulgados em março de 2017, pelo Ministério da Educação (MEC), o IFRS possui conceito quatro no Índice Geral de Cursos (IGC), em uma escala que vai até 5. O indicador refere-se à avaliação do ano de 2015.
Em 2019 o IFRS contava com cerca de 27 mil alunos, em mais de 200 opções de cursos de diferentes modalidades. Oferece também cursos de especialização e mestrado e dos programas do governo federal e de Formação Inicial e Continuada (FIC).
Um dos objetivos dos institutos federais é promover cursos, ações de pesquisa, ensino e extensão que atentem para as necessidades e as demandas regionais. Nesse sentido, o IFRS apresenta uma das características mais significativas que enriquecem a sua ação: a diversidade. Os campi atuam em áreas distintas como agropecuária, de serviços, área industrial, vitivinicultura, turismo, moda e outras.

## Campi

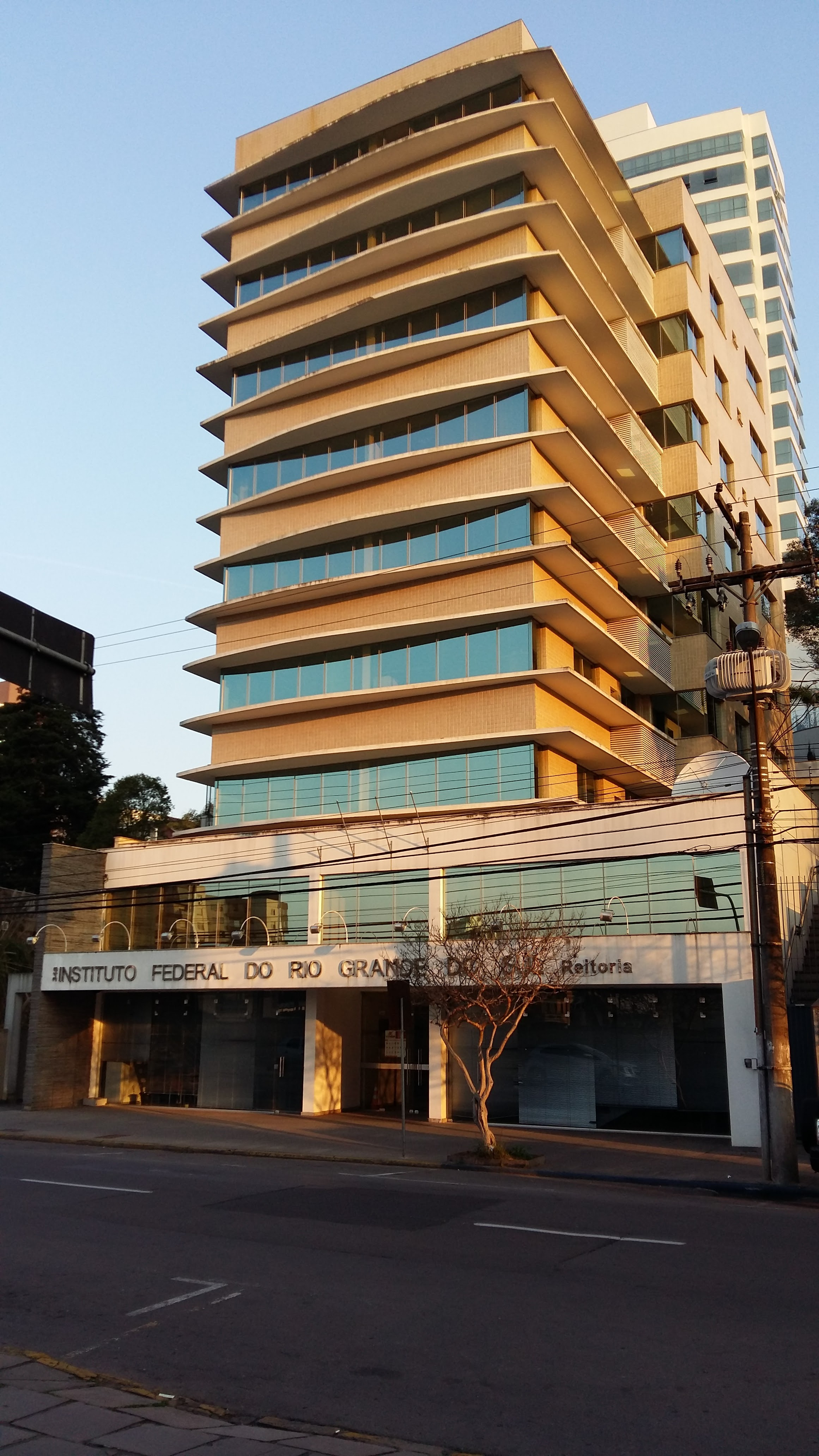
Reitoria do Instituto Federal do Rio Grande do Sul (IFRS)

O Instituto Federal é formado por 17 campi em dezesseis municípios do Rio Grande do Sul: Alvorada, Bento Gonçalves,  Canoas, Caxias do Sul, Erechim, Farroupilha, Feliz, Ibirubá, Osório, Porto Alegre, Restinga (Porto Alegre),  Rio Grande, Rolante, Sertão, Vacaria, Veranópolis e Viamão.  A Reitoria localiza-se em Bento Gonçalves.

### Alvorada
O Campus Alvorada iniciou as atividades em 2013 em função do plano de expansão do IFRS que abrangeu Alvorada e mais quatro cidades (Rolante, Vacaria, Veranópolis e Viamão). Durante os dois primeiros anos de implantação funcionou no Centro de Educação Profissional Professor Florestan Fernandes, oferecendo cursos de formação inicial e continuada e do Pronatec. No primeiro semestre de 2015, por meio de Processo Seletivo Complementar, ofertou o seu primeiro curso técnico, de tradução e interpretação de Libras, subsequente ao Ensino Médio. No segundo semestre de 2016, o Campus Alvorada passou a funcionar em sua sede própria, localizada no Bairro Campos Verdes.
Como resultado de audiências públicas realizada na cidade quando à época de implantação, tem sua oferta de cursos voltada para o Eixo de Produção Cultural e Design, oferecendo os Cursos Técnicos de Produção de Áudio e Vídeo, de Processos Fotográficos, e Superior de Tecnologia em Produção Multimídia. Também oferta os cursos técnicos de Cuidados de Idosos (na modalidade Proeja), Meio Ambiente e Licenciatura em Pedagogia, sendo o primeiro na região a ofertar este curso de forma gratuita e presencial à noite.

### Bento Gonçalves
O Campus Bento Gonçalves está instalado em uma área de 843.639 m², dividida entre a sede (76.219,13m²), localizada em área central no Município de Bento Gonçalves, e a Estação Experimental Tuiuty (767.420 m²), distante 12 km da sede.
A Instituição foi criada pela Lei nº 3.646 de 22 de outubro de 1959 como Escola de Viticultura e Enologia de Bento Gonçalves, vinculada ao Ministério da Agricultura, e passou a funcionar de forma efetiva a partir de 27 de março de 1960.
Em 13 de Fevereiro de 1964 foi publicado o Decreto nº 53.558, o qual alterou a denominação de todas as escolas agrícolas para colégios. Consequentemente passou a denominar-se Colégio de Viticultura e Enologia de Bento Gonçalves. Posteriormente, a sigla CVE tornou-se marca dos produtos que são produzidos e comercializados pelos alunos do Campus até hoje.
Por meio do Decreto nº 60.731, de 19 de maio de 1967, foram transferidas para a Coordenação Nacional de Ensino Agropecuário (Coagri), órgão vinculado à Secretaria de Ensino de 1º e 2º Graus do Ministério da Educação e Cultura, todas as instituições relacionadas ao ensino que integravam o Ministério da Agricultura e em 4 de setembro de 1979, por meio do Decreto nº 83.935, todos os estabelecimentos de ensino subordinados à Coagri passaram a receber a denominação uniforme de Escola Agrotécnica Federal, seguida do nome da cidade em que se localizava, passando a se chamar Escola Agrotécnica Federal de Bento Gonçalves.
A Lei nº 7.390, de 25 de março de 1985, alterou a denominação da Escola Agrotécnica Federal de Bento Gonçalves para Escola Agrotécnica Federal Presidente Juscelino Kubitschek, em homenagem ao presidente do país quando da sua época de criação, em 1959.
Em 26 de dezembro de 1994, através de Decreto, foi autorizado o funcionamento do primeiro curso superior ofertado pela Instituição, o Curso Superior de Tecnologia em Viticultura e Enologia, o qual teve o primeiro ingresso de alunos em 1995.
Por meio do Decreto de 16 de agosto de 2002 foi implantado o Centro Federal de Educação Tecnológica de Bento Gonçalves (Cefet-BG), "mediante transformação e mudança de denominação da autarquia Escola Agrotécnica Federal Presidente Juscelino Kubitschek".
Em 2008 o Cefet-BG passou a denominar-se Campus Bento Gonçalves do IFRS e atualmente integra a estrutura multicampi.

#### Relação de ex-diretores
- 1960 – 1969: Amyntas de Assis Lage
- 1968 – 1968: Loreno José Dal Sasso
- 1969 – 1972: Ormuz Freitas Rivaldo
- 1971 – 1974: Antônio Ernesto Pasquali (Diretor substituto)
- 1972 – 1975: Osmar José Schossler
- 1975 – 1978: Armando Roberto Pasqual
- 1978 – 1980: Ruy Gonzales Hartmann
- 1980 – 1982: Cláudio Innig
- 1982 – 1985: Juarez A. C. Mombelli
- 1975 – 1990: Ivo Luiz Cignachi

### Canoas
O Campus Canoas está estabelecido na cidade de Canoas, no bairro Igara.

### Caxias do Sul

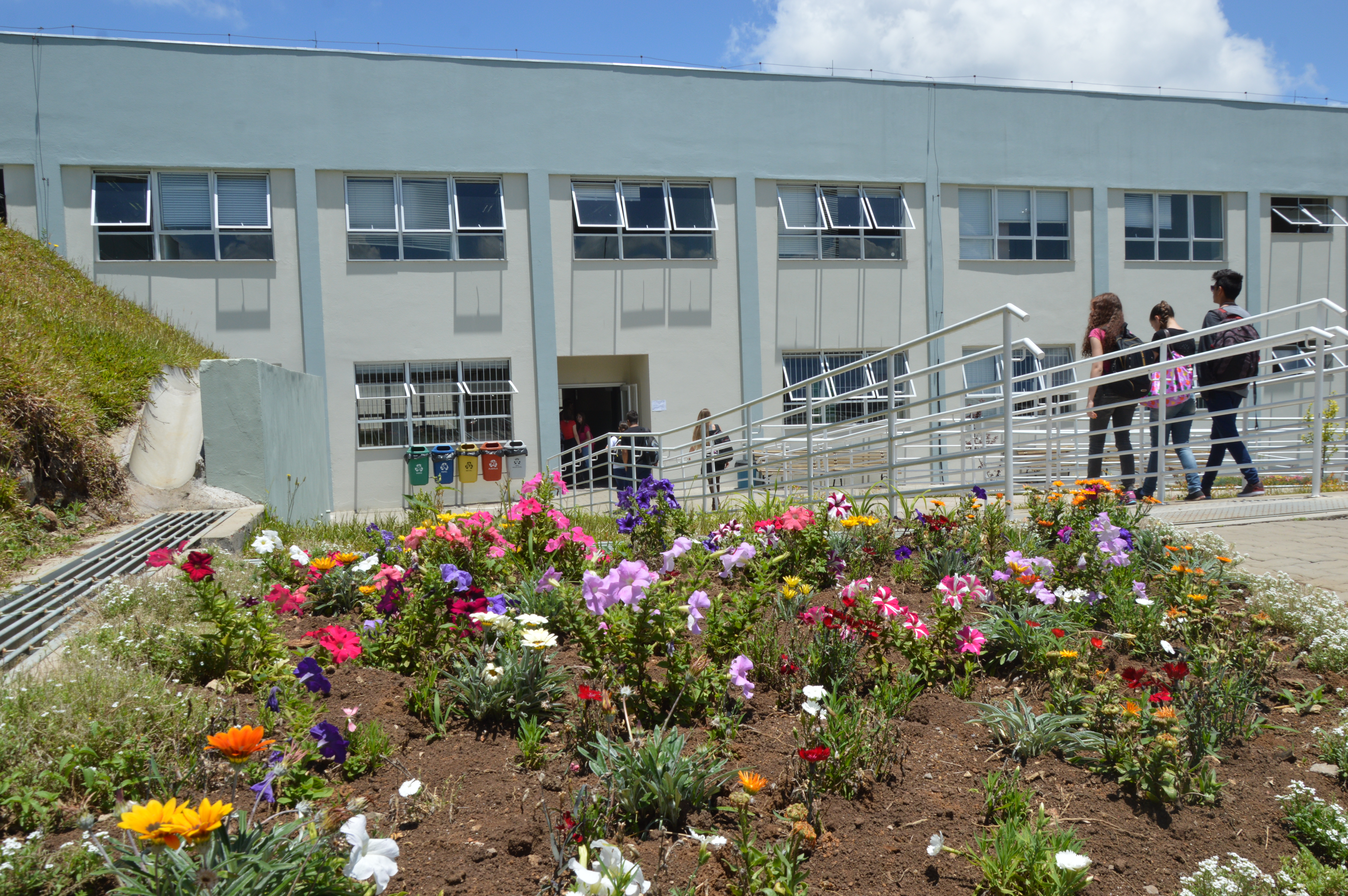
Fachada do bloco A4 (Campus Caxias do Sul)

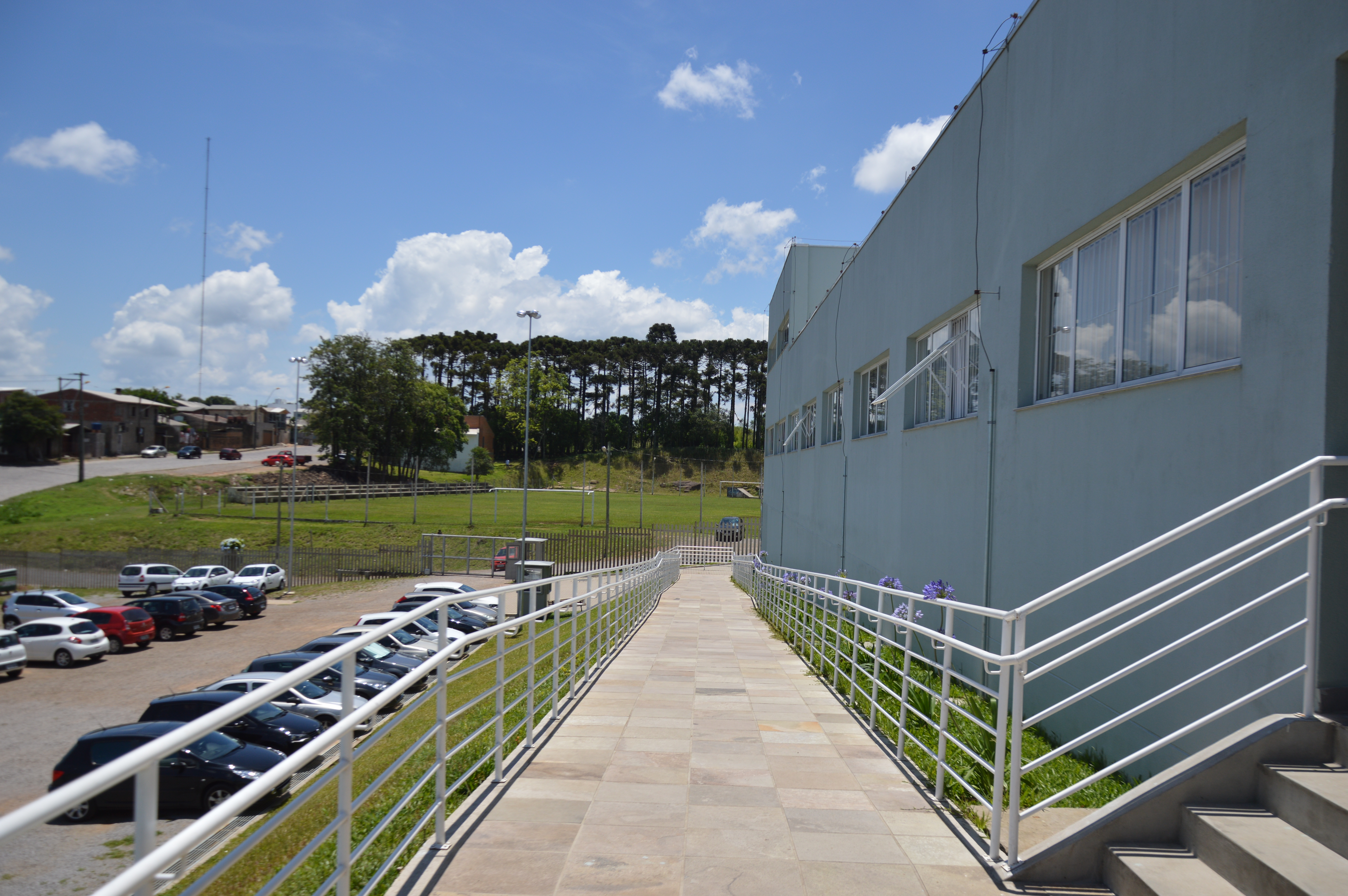
Rampa do bloco D (Campus Caxias do Sul)

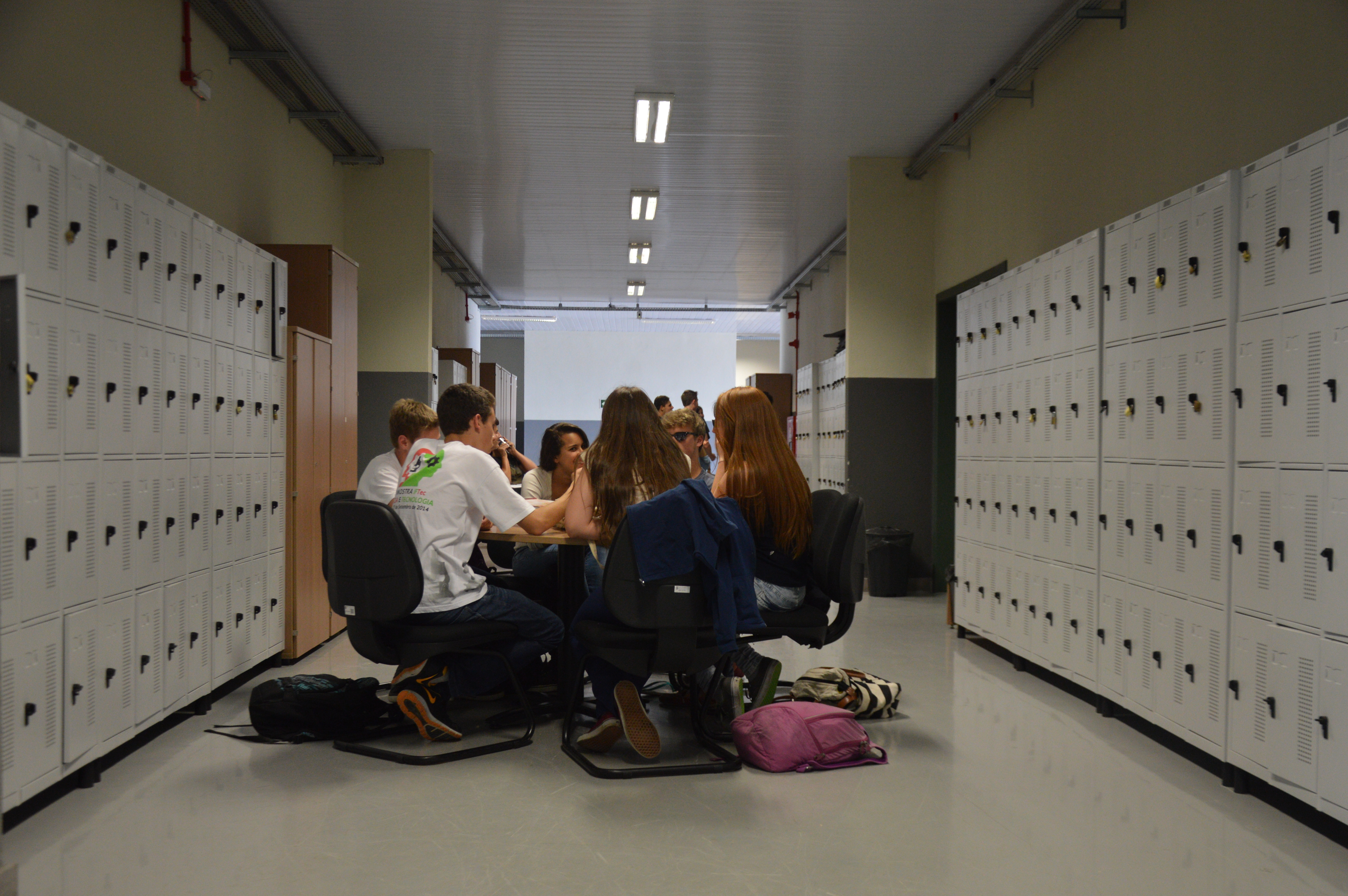
Estudantes do IFRS

O Campus Caxias do Sul entrou em funcionamento em 2010, na sede provisória localizada no bairro Floresta. Em 2014, passou a funcionar na sede definitiva localizado bairro Nossa Senhora de Fátima, num espaço de mais de 7.000m² de área construída, que conta com salas de aula, laboratórios de informática, química, física, matemática, línguas, metrologia, biologia/microbiologia, ensaios mecânicos, instrumentação, tratamentos térmicos, metalografia, preparação mecânica, fundição e conformação, laboratório de corte, soldas e usinagem, caracterização e processos de transformação de polímeros, hidráulica e pneumática, laboratório de processos de fabricação mecânica, além de biblioteca, salas de conveniência e sala dos professores. Atualmente, mais de mil alunos estudam nos três turnos em que ocorrem os cursos.

### Osório

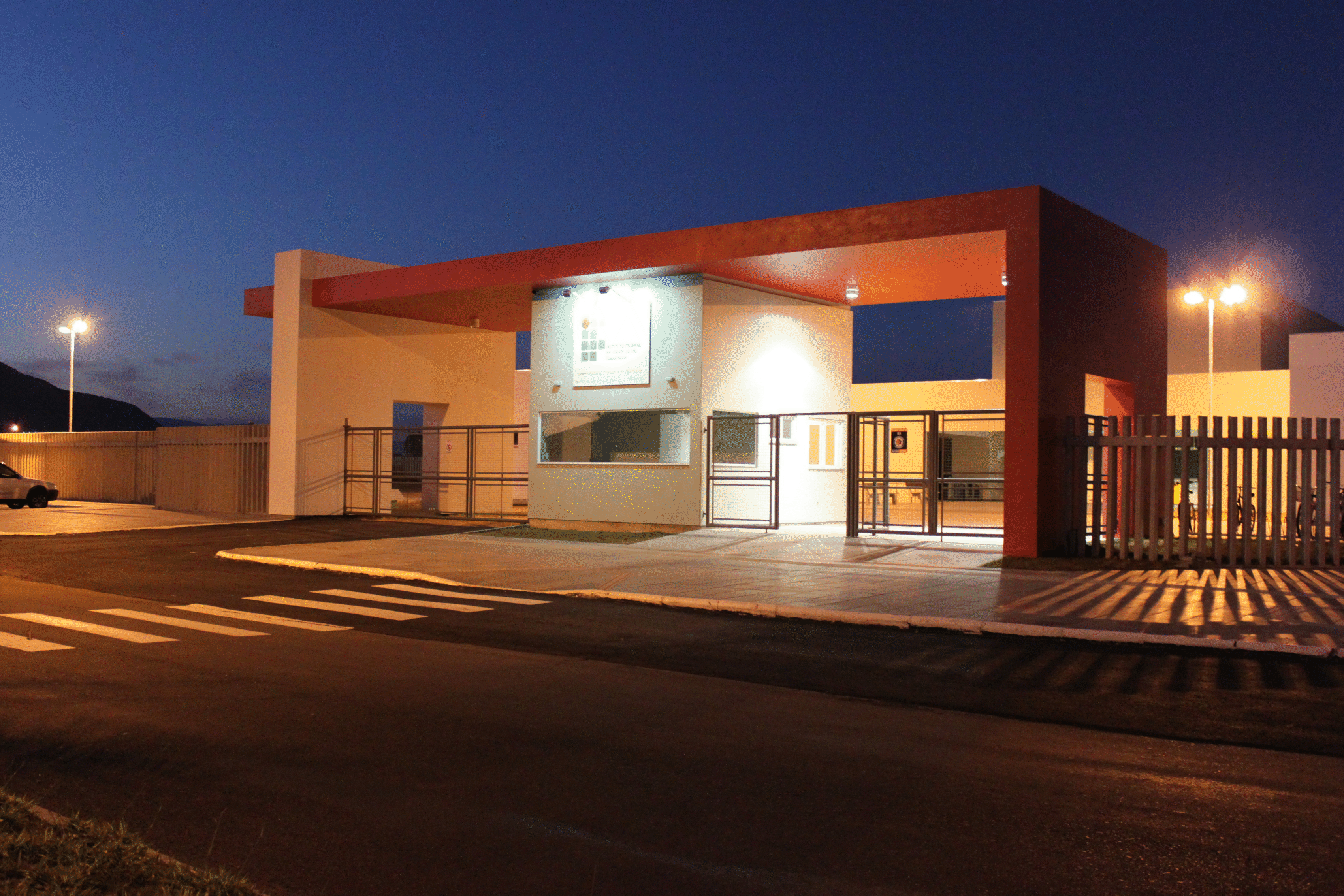
Fachada do Campus Osório do IFRS

Atende toda a região do Litoral Norte do Rio Grande do Sul, composta por 23 municípios, que somam mais de 300 mil habitantes. Está localizado na Rua Santos Dumont, 2127, no Bairro Albatroz.
As atividades letivas iniciaram em 2 de agosto de 2010, em sede provisória. A inauguração oficial do Campus Osório ocorreu em 9 de agosto de 2013.
Estudam no campus em torno de 1000 alunos nos turnos da manhã, da tarde e da noite. A equipe de servidores é composta por 100 pessoas em média, entre professores e técnico-administrativos.

### Porto Alegre

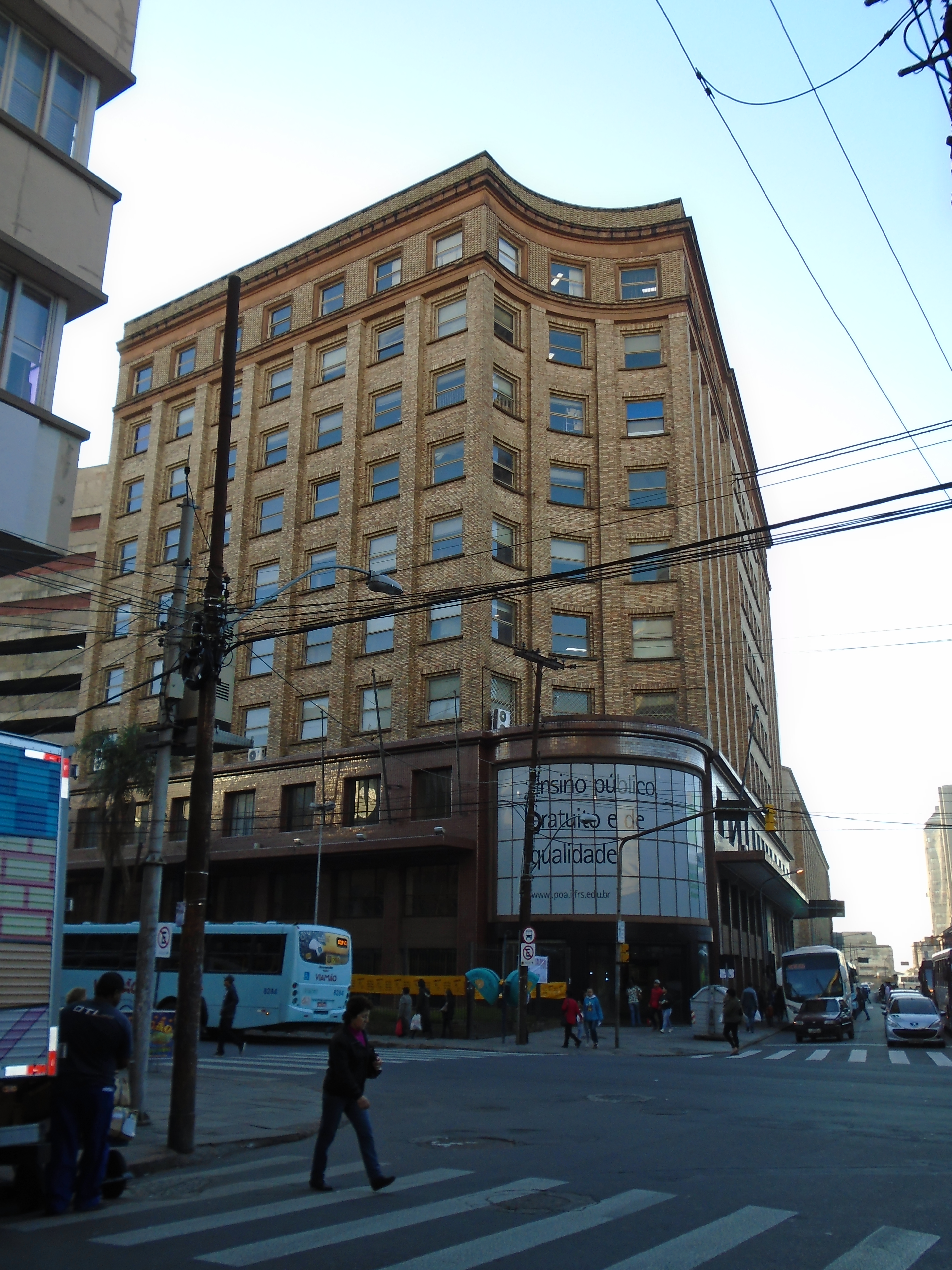
Fachada da Sede do Campus Porto Alegre

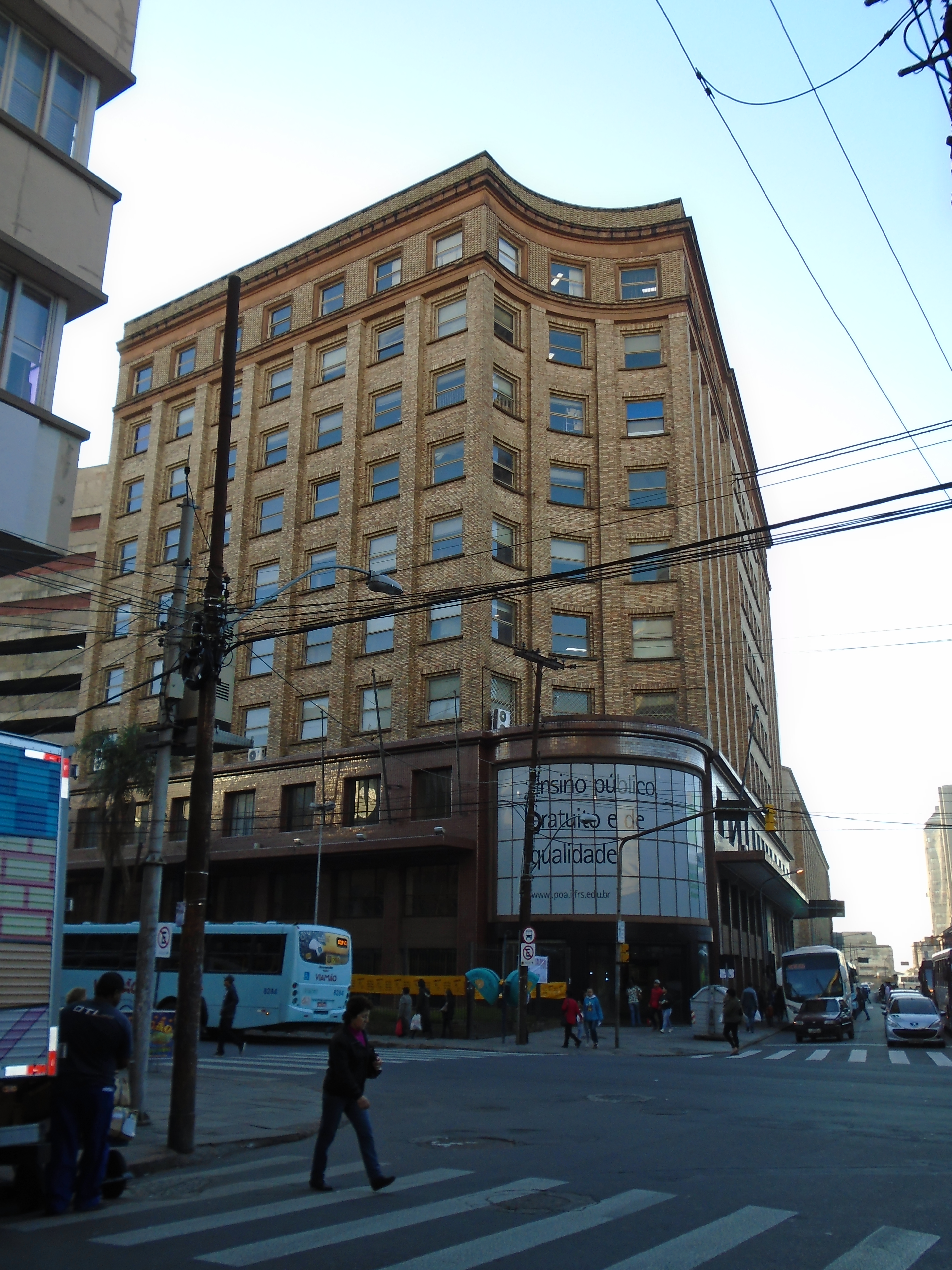
Sede do IFRS Campus Porto Alegre

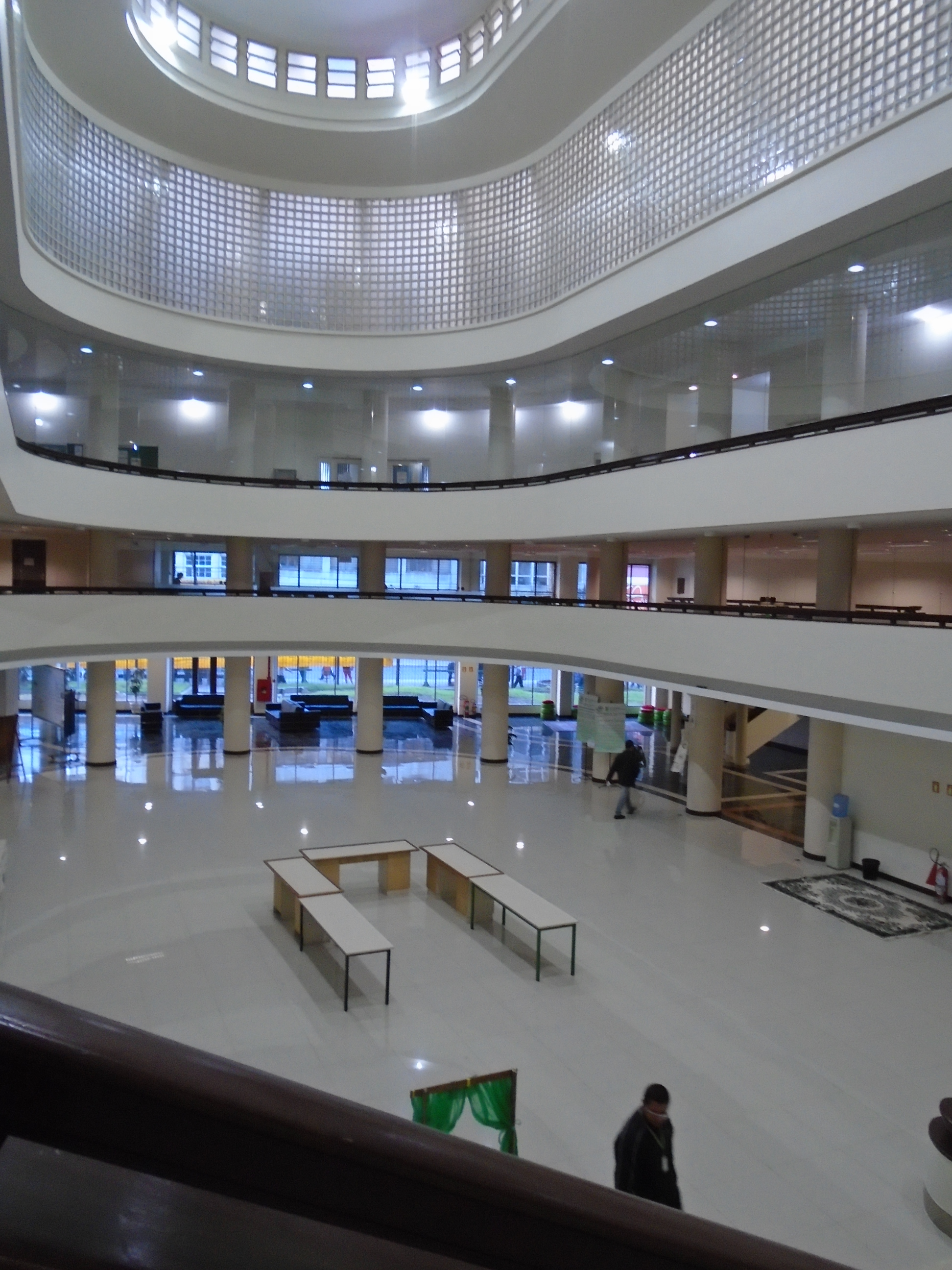
Saguão da Sede do Campus Porto Alegre

O Campus Porto Alegre é uma unidade de ensino criada em 2008 a partir da estrutura da então Escola Técnica da UFRGS. Dados de novembro de 2009, apontavam que a instituição possuía 1361 alunos.
A história da Escola Técnica tem início com o surgimento da Escola de Comércio de Porto Alegre, vinculada a Faculdade Livre de Direito, em 1909. Fez parte da Universidade de Porto Alegre, criada em 1934 e desvinculou-se da Faculdade de Direito. Deu origem à Faculdade de Ciências Econômicas da UFRGS (FCE).
Com a federalização da Universidade em 1950 passa a ser denominada Escola Técnica de Comércio. Na década de 60, passa a ter uma direção autônoma, desvinculando-se da FCE. Mesmo assim, funcionou no prédio da FCE até 1994, quando o prédio próprio ficou pronto e em 1996, quando já possui diversos cursos fora da área comercial, passa a ser denominada Escola Técnica da UFRGS.
Em 30 de dezembro de 2008 com a publicação da Lei 11892/2008, deixa de existir e passa a ter sua nova denominação como Campus Porto Alegre do Instituto Federal de Educação, Ciência e Tecnologia do Rio Grande do Sul.

#### Relação de ex-diretores
- 1909 – 1935: Manoel André da Rocha
- 1935 – 1938: Luíz Carvalho Guimarães
- 1938 – 1940: Leonardo Macedônia Franco e Souza
- 1940 – 1942: Edgar Luís Schneider
- 1942 – 1945: Elídio Ferreira Paes
- 1945 – 1946: Ábio Hervê
- 1946 – 1949: Lauro Teixeira de Medeiros
- 1949 – 1952: Hélio Machado da Rosa
- 1952 – 1961: Pery Pinto Diniz da Silva
- 1961 – 1983: Clóvis Vergara Marques
- 1983 – 1984: Evandro Rodrigues
- 1985 – 1992: Aldo Antonello Rosito
- 1993 – 1996: Liana Yara Richter
- 1997 – 2000: Aldo Antonello Rosito
- 2001 – 2004: Liana Yara Richter
- 2005 – 2008: Marcelo Augusto Rauh Schmitt
- 2008 - 2016: Paulo Roberto Sangoi

### Restinga (Porto Alegre)
O Campus Restinga está estabelecido no extremo sul da cidade de Porto Alegre, no bairro Restinga.
A busca da comunidade pela "Escola Técnica Federal de Porto Alegre na Restinga" iniciou em 08 de maio de 2006 com a criação da Comissão Pró-implantação.
O Campus Restinga foi contemplado pela chamada Pública 01/2007 SETEC-MEC, que inaugurou o Plano de Expansão da Rede Federal Fase II, cujo objetivo era implantar 150 novas unidades em todo o país até o final de 2010.
Em abril de 2008, o então CEFET-BG assumiu a coordenação da implantação do que seria mais uma de suas Unidades de Ensino Descentralizadas. A valorização do diálogo com a comunidade foi fundamental para o início das atividades de implantação. Parte desta conversação resultou na realização de um seminário e, posteriormente, de uma audiência pública para a definição de cursos a serem oferecidos pela instituição.
Com a Lei Nº 11.892/08, que criou os Institutos Federais de Educação Ciência e Tecnologia, a unidade da Restinga passou a ser um Campus do Instituto Federal do Rio Grande do Sul. No ano de 2009 foram realizados seminários e audiências públicas para definir as áreas de atuação do Campus Restinga, constituindo-se uma nova perspectiva para a qualificação e geração de emprego e renda na região da Restinga. Além disso, através da verticalização de seus cursos possibilita à comunidade local perspectivas de estudo em diferentes níveis de ensino, gerando novas oportunidades profissionais.
O dia 26 de junho de 2010 é o marco oficial de início das atividades do campus, em sede provisória alugada, localizada na Estrada João Antnio da Silveira, enquanto o complexo de prédios de sua sede definitiva permanecia em obras, no Distrito Industrial da Restinga.

### Rio Grande
O Campus Rio Grande nasceu em 1964 como Colégio Técnico Industrial - CTI, junto à Escola de Engenharia Industrial do Rio Grande, uma das instituições que deram origem a FURG, instituição a qual a escola foi vinculada a partir de 1969. Originalmente eram oferecidos os cursos de Refrigeração e Eletrotécnica, atendendo as demandas locais da época. Em 1994, na ocasião do Jubileu de Prata da FURG foi dado o nome de "Professor Mário Alquati" ao Colégio, em homenagem a um de seus idealizadores e diretor durante oito anos.
A implantação da Reforma da Educação Profissional iniciada em 1998 separou o Ensino Médio da Educação Profissional e criou a modalidade subsequente para os cursos noturnos. Os cursos técnicos de Enfermagem e Geomática foram criados em 2000, de acordo com esta modalidade e atendendo as novas demandas que se apresentavam. Dando continuidade à Reforma e atendendo as Diretrizes Curriculares do Ensino Médio, em 2001 foram implantados os novos curso subsequentes ao ensino médio, estruturados em módulos, e o Ensino Médio passou a ser oferecido de forma independente do técnico.
Em 2007, após nova alteração da legislação, o CTI voltou a oferecer cursos integrados ao Ensino Médio, e abriu a primeira turma de ensino integrado da modalidade Educação de Jovens e Adultos (Proeja). Em 29 de dezembro de 2008, com a criação dos Institutos Federais de Educação, Ciência e Tecnologia, o CTI foi integrado ao IFRS, como Campus Rio Grande. A nova institucionalidade possibilitou uma grande expansão, e consequente criação de novos cursos. Em sintonia com a alteração do arranjo produtivo local em função da implantação do Polo Naval, em 2010 passou a ser oferecido o curso Técnico de Automação Industrial, com ênfase em Instrumentação Industrial, uma das maiores demandas do novo setor. Ainda neste mesmo ano, entrou em funcionamento o primeiro curso de Licenciatura do Campus Rio Grande, em Educação Profissional e Tecnológica, visando suprir uma antiga carência na preparação de professores para atuação em cursos técnicos, em especial na Rede Federal. Em 2011, passou a ser oferecido o curso de Fabricação Mecânica, com ênfase em processos de soldagem, também demanda do Polo Naval.

### Rolante
O Campus Rolante iniciou as atividades em 2013, com a oferta de cursos de Formação Inicial Continuada (FIC) por meio do Programa Nacional de Acesso ao Ensino Técnico e Emprego (Pronatec). Em 2016, tiveram início as primeiras turmas de ensino regular do Campus, com o ingresso de estudantes nos cursos Técnicos subsequentes em Administração e posteriormente em Agropecuária e em Qualidade. Desde julho de 2017, o Campus está funcionando em sua sede definitiva localizada na rodovia RS 239, distante 4 km do Centro da cidade de Rolante no estado do Rio Grande do Sul.

### Sertão
O Campus Sertão do Instituto Federal de Educação, Ciência e Tecnologia do Rio Grande do Sul está situado no Distrito de Engenheiro Luiz Englert, município de Sertão, a 25 quilômetros de Passo Fundo, região Norte do Estado do Rio Grande do Sul e integra a Rede Federal de Educação Profissional, Científica e Tecnológica.
Criado pela Lei n° 3.215, de 19 de julho de 1957, com a denominação de Escola Agrícola de Passo Fundo, o Campus iniciou seu efetivo funcionamento no ano de 1963. Através do Decreto Lei n° 53.558, de 13 de fevereiro de 1964, passou a denominar-se Ginásio Agrícola de Passo Fundo, com localização em Passo Fundo (RS), subordinado à Superintendência do Ensino Agrícola e Veterinária, ligada ao Ministério da Agricultura. Pelo Decreto n° 60.731, de 19 de maio de 1967 a instituição foi transferida, juntamente com outros órgãos de Ensino, para o Ministério da Educação e Cultura.
O Decreto n° 62.178, de 25 de janeiro de 1968, autorizou o Ginásio Agrícola de Passo Fundo a funcionar como Colégio Agrícola. A denominação Colégio Agrícola de Sertão foi estabelecida pelo Decreto n° 62.519, de 09 de abril de 1968. A partir de então ficou sob a coordenação da Coordenação Nacional de Ensino Agrícola - COAGRI - durante o período de 1973 até 1986.
Pelo Decreto n° 83.935, de 04 de setembro de 1979 passou a denominar-se Escola Agrotécnica Federal de Sertão, subordinada à Secretaria de Educação de 1° e 2° Graus do Ministério da Educação e Cultura. Obteve declaração da regularidade de estudos pela Portaria nº 081, de 06 de setembro de 1980, da Secretaria do Ensino de 1º e 2º Graus, do Ministério da Educação e Cultura. A Lei Federal n° 8.731, de 16 de novembro de 1993 transformou a Escola Agrotécnica Federal de Sertão em autarquia Federal, com autonomia administrativa e pedagógica.
A Lei nº 11.892, que cria os Institutos Federais de Educação, Ciência e Tecnologia no dia 29 de dezembro de 2008, transformou a antiga Escola Agrotécnica Federal de Sertão em Campus do Instituto Federal de Educação, Ciência e Tecnologia do Rio Grande do Sul.
Inicialmente, o Campus oferecia o curso Ginasial Agrícola e conferia ao concluinte o diploma de Mestre Agrícola, de acordo com o Decreto-Lei nº 9.613, de 20 de agosto de 1946 da Lei Orgânica do Ensino Agrícola. No período de 1970 a 1975, oferecia o curso Técnico Agrícola e conferia ao concluinte o diploma de Técnico em Agricultura, em nível de 2º Grau. A partir do segundo semestre de 1973, a habilitação passou a titular-se Técnico em Agropecuária.
Hoje o Campus tem autonomia para ministrar Curso de Educação Básica em Nível de Ensino Médio e Formação Profissional com cursos de nível técnico e também cursos de graduação superior (tecnologias, bacharelados e licenciaturas).
Integrado ao Plano de Expansão da educação profissional, desempenha função relevante na cooperação para o desenvolvimento sócio-econômico regional, especialmente em regiões em que predominam as pequenas e médias propriedades rurais.
O Campus tem marcante atuação junto à comunidade regional e desempenha papel importante no atendimento de demandas específicas na região, através dos cursos que desenvolve e das parcerias com municípios da região, empresas, cooperativas e outras instituições de ensino como Universidades e Sindicatos.
Contando com uma área de 237 hectares, além de modernos laboratórios, o Campus mantém setores de produção nas áreas de: Agricultura (Culturas Anuais, Fruticultura, Silvicultura e Olericultura); na área de Zootecnia (Bovinocultura de corte e leite, Ovinocultura, Suinocultura, Apicultura, Piscicultura e Avicultura); Agroindústria; e Unidade de Beneficiamento de Sementes, constituindo um laboratório para prática profissional, atividades pedagógicas e produção de matéria-prima para o processo agroindustrial.
O Campus funciona em período integral, com aulas teóricas e práticas, nos períodos da manhã, tarde e noite, incluindo, ainda, outras atividades para atendimento da clientela externa, como cursos de curta duração, que visam à atualização, capacitação e treinamento em áreas diversas e cursos de qualificação.
São oferecidos, na atualidade, o curso Técnico em Agropecuária, nas modalidades integrado e subsequente ao Ensino Médio; o curso Técnico em Manutenção e Suporte em Informática subsequente ao Ensino Médio; o curso Técnico em Agroindústria subsequente ao Ensino Médio; PROEJA, com formação técnica em Comércio e os cursos superiores de Tecnologia em Agronegócio, Engenharia Agronômica, Licenciatura em Ciências Agrícolas, Tecnologia em Gestão Ambiental e Zootecnia, além do curso de Formação Pedagógica para Graduados e do Curso de Pós-Graduação Lato Sensu em Teorias e Metodologias da Educação.

### Vacaria
O Campus Vacaria é oriundo da antiga Escola Agrotécnica Federal de Sertão, que a partir de 2008, passou a denominar-se Instituto Federal Rio Grande do Sul, Campus Sertão. Em 2009 o Polo Vacaria passou a integrar o Instituto Federal Rio Grande do Sul Campus Bento Gonçalves e, em 2012, Vacaria conquistou, através do Plano de Expansão da Rede de Ensino Técnico e Tecnológico, o Campus Vacaria. No entanto, a autorização de funcionamento do Campus Vacaria ocorreu somente em 22 de janeiro de 2015, através da portaria número 27 de vinte e um de janeiro de dois mil e quinze, publicada no Diário Oficial da União.
Com sede na estrada Rua Engenheiro João Viterbo de Oliveira, no 3061, Área Rural, distante 6 km do centro da cidade, em terrenos doados pela Fundação Estadual de Pesquisa Agropecuária (Fepagro). Este empreendimento comporta um bloco administrativo que também inclui a biblioteca, sete salas de aula, sendo uma com capacidade para receber 50 alunos e as demais para atender 35 alunos, um laboratório, dois laboratórios de informática, auditório, sala de professores, sala da direção e setor administrativo, dois blocos de salas de aula e uma extensa área rural.
Atualmente, os cursos oferecidos são: Técnico Subsequente em Agropecuária, Técnico Integrado em Agropecuária, Técnico Integrado em Multimídia, Técnico Integrado em Administração, Bacharelado em Agronomia, Licenciatura em Ciências Biológicas, Licenciatura em Pedagogia, Tecnologia em Processos Gerenciais, Bacharelado em Sistemas de Informação e Pós-graduação em Docência na Educação Básica.

### Veranópolis
O Campus Veranópolis iniciou as atividades letivas em junho de 2014, ofertando cursos de curta duração, como cursos de Formação Inicial Continuada (FIC) e de extensão. No ano de 2016, passou a ofertar os primeiros cursos técnicos subsequentes ao Ensino Médio (para quem já concluiu o Ensino Médio). Está implantado em uma área de 4,7 hectares localizada na BR-470, Km 172, 6.500, bairro Sapopema, Veranópolis, estado do Rio Grande do Sul, onde funcionava o Colégio Agrícola do município.

## Ingresso
Para ingressar em um dos cursos do Instituto Federal do Rio Grande do Sul (IFRS), é preciso passar por processo de seleção, o qual pode se configurar de diferentes formatos, conforme o nível do curso. As informações, orientações e datas de cada processo de seleção são publicadas em edital específico.